# Diplacus douglasii
Diplacus douglasii är en gyckelblomsväxtart som först beskrevs av George Bentham, och fick sitt nu gällande namn av Guy L. Nesom. Diplacus douglasii ingår i släktet Diplacus och familjen gyckelblomsväxter. Inga underarter finns listade i Catalogue of Life.